# Долно Вършило
Долно Вършило е село в Южна България. То се намира в община Септември, област Пазарджик.
Част от данните не са попълнени, но бихте могли да ги добавите.

## История
До 1934 г. селото се нарича Дере Харман.